# Software per Commodore 64
Il software per Commodore 64 è una vastissima libreria di software di oltre 10 000 titoli commerciali, comparabile per diffusione all'Apple II. Il software poteva essere commercializzato su floppy disk da 5,25", su cassetta e su cartuccia (cartucce per Commodore 64), e come per gli altri home computer il software più semplice veniva anche divulgato sotto forma di codice sorgente su pubblicazioni cartacee. Quasi sempre, lo stesso software si può eseguire anche su Commodore 128 avviato in modalità 64.

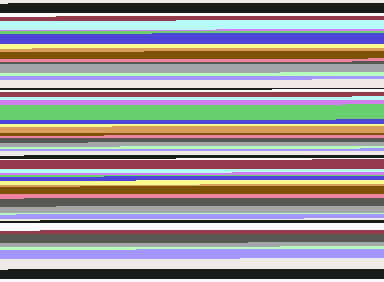
Tipica schermata che appare durante il caricamento di molti software compressi per Commodore 64 (le righe sono in rapido movimento).

## Storia
La grande diffusione del Commodore 64 fece anche sì che molti utenti realizzassero software in BASIC per la macchina. In seguito molte persone si appassionarono a questo linguaggio di programmazione e iniziarono a scrivere propri programmi spesso prendendo spunto da numerose pubblicazioni, su libri e riviste, che stimolavano la fantasia di ciascun programmatore. In alcuni casi questi programmini amatoriali, che erano costituiti perlopiù da semplici giochi o da applicazioni di vario genere, furono ripresi e ripubblicati da varie case editrici.
Un ulteriore passo in avanti per quanto riguarda la programmazione era l'apprendimento del linguaggio macchina, la cui complessità richiedeva però conoscenze e abilità tecniche che non erano alla portata di tutti. Le applicazioni sviluppate in linguaggio macchina permettevano di portare il Commodore 64 al massimo delle sue potenzialità: sfruttando appieno le capacità grafiche degli sprite (spiritelli) e del raster (griglia) era possibile produrre una miriade di giochi di qualità, cosa che veniva fatta da numerose software house che vendevano i propri videogiochi molto lucrosamente . Ancora negli anni 2000 si sono diffusi progetti alternativi e quasi sempre di stampo amatoriale, come il sistema Lunix, disponibili tramite siti FTP che contengono software per questo computer. Fanno eccezione, per richiesta della Tulip che ne detiene i diritti, proprio le immagini delle ROM originali del sistema, scomparse anche dove presenti in precedenza. Parte del software del Commodore 64 viene ancora usato e venduto a prezzi di mercato.

## Strumenti di sviluppo

### Assembler
Il Commodore 64 era ben fornito di strumenti di sviluppo offerti sia dalla Commodore che da terze parti. Esistevano vari assembler e monitor: il Macro Assembler Development System della Commodore (1982) e il Mikro Assembler della Supersoft (1983) su cartuccia. Sempre su cartuccia erano disponibili programmi per il linguaggio Assembly come Monitor 64 e Hes Mon 64.

### Compilatori
Diverse compagnie vendevano compilatori BASIC come Blitz!, Basic 64 Compiler, Petspeed e Austrocompiler (derivato da Blitz!).

### Linguaggi
Uno dei primi linguaggi progettato per un uso popolare del computer fu il Logo dalla Terrapin. Tale linguaggio fu subito reso disponibile per il C64 dalla Commodore (Logo Commodore) nel 1983.
Altri linguaggi disponibili erano il Turtle Graphic della Hes (1983), Forth 64 della Abacus disponibile su cartuccia (1988) per il linguaggio Fortran, Nevada Cobol della Commodore (1983) e Cobol della Abacus (1988) per il linguaggio COBOL, PILOT della Commodore (1983) per il linguaggio Pilot, C Power per il linguaggio C, Super Pascal della Abacus e Oxford Pascal per il linguaggio Pascal, e Ada della Abacus per un sottoinsieme del linguaggio Ada.
Per quanto riguarda il Commodore BASIC residente, uscirono delle cartucce di espansione che ne ampliano i comandi disponibili, come Super Expander e Simons' BASIC.
L'ADPbasic, interamente sviluppato in Italia e presentato sulle pagine di MCmicrocomputer, è un'altra estensione del BASIC di serie. Consiste in un set aggiuntivo di oltre cinquanta comandi e istruzioni, dedicati principalmente al pilotaggio semplificato dei dispositivi esterni (stampanti, plotter, unità disco) senza ricorrere a istruzioni di OPEN per comunicare tramite canali.

### Editor di giochi
Erano disponibili vari programmi per la realizzazione di videogiochi anche da parte di persone non particolarmente esperte nella programmazione in linguaggio macchina.
Lo strumento per produrre giochi più utilizzato fu lo Shoot'Em-Up Construction Kit, conosciuto comunemente con il nome abbreviato di SEUCK. Il SEUCK permetteva anche a programmatori non esperti di creare sparatutto professionali.
Il Pinball Construction Set era invece dedicato alla realizzazione di videogiochi di flipper; Games Creator, Garry Kitchen's GameMaker e Arcade Game Construction Kit erano destinati alla creazione di giochi di genere arcade; The Quill e The Graphic Adventure Creator servivano per creare giochi d'avventura.

## Applicazioni e utilità
Anche se molti consideravano il Commodore 64 solo per l'aspetto videoludico, il computer poteva essere utilizzato per funzioni di ufficio quali videoscrittura, foglio elettronico (spreadsheet), archivio elettronico, desktop publishing, programmazione in diversi tipi di linguaggio, computer grafica, musica e simulazione.
Esistevano inoltre schede modem, RS232 e IE488 e programmi per la comunicazione sia con altri computer che con stampanti Centronics e di altro tipo.

### Videoscrittura
Esistevano diversi programmi di videoscrittura: Word Pro 3+, Easy Script, SpeedScript, Home Word, Vizawrite della Viza e Bank Street Writer.
Magic Desk simulava una macchina da scrivere ed utilizzava un puntatore a forma di mano.

### Foglio elettronico
Furono sviluppati molti programmi di foglio elettronico, sebbene il pioniere di questo genere, VisiCalc, non uscì mai in versione Commodore 64. Multiplan della Microsoft (precursore di Excel) fu portato per la prima volta sul Commodore 64 nel 1983 e rappresentava un prodotto di fascia alta. Practicalc della Computer Software Associates (azienda del New England nota soprattutto per il software per C64) fu creato appositamente per il Commodore 64 e rappresentava invece un prodotto economico adatto all'uso domestico. Autocalc era disponibile anche su cassetta, era veloce ma soffriva di diverse limitazioni. Programmable Spreadsheet o PS è basato su Practicalc e permette di definire funzioni scritte in BASIC da salvare su disco e richiamare all'occorrenza. Calc Result della svedese Handic lavora tridimensionalmente con fino a 32 pagine e la possibilità di dividere lo schermo in fino a quattro aree per vedere contemporaneamente più zone del foglio.
Tra gli altri si possono citare ad esempio Abracalc della Abrasco, EasyCalc 64 della Commodore, OmniCalc della HesWare, SpeedCalc di Compute!, SwiftCalc di Timeworks.
Nel campo della statistica furono pubblicati dalla Systems Editoriale programmi per la previsione dei risultati del totocalcio.

### Base di dati
Sono disponibili The Manager della Commodore (1984), con manuale in italiano, e Superbase 64 della Precision Software (1983).

### Suite di programmi per l'ufficio
Mini Office II è una suite da ufficio completa.
VizaStar 64 della Viza, su cartuccia e dischetto, comprende foglio elettronico, base di dati e grafici.
Grande diffusione ebbe il GEOS: i suoi vantaggi erano la velocità, la facilità d'uso e la completa gamma di applicazioni. GEOS fornisce un ambiente simile ai primi Apple Macintosh e aprì la strada allo sviluppo di molti font, accessori e applicazioni. Supporta molte periferiche e stampanti e divenne molto popolare anche per il suo prezzo basso. Per il GEOS esiste il programma di disegno GeoPaint e quello di videoscrittura GeoWrite (word processor) che, oltre ad avere un'interfaccia utente, supporta molti stili e font con il principio WYSIWYG.
La cartuccia di espansione XL 80 della Data 20 Corporation introduce la capacità di mostrare il video con testo a 80 colonne, necessità molto sentita per le applicazioni da ufficio serie rispetto alle normali 40 colonne, più altre capacità della linea di comando; insieme alla cartuccia era fornito un proprio pacchetto di software da ufficio su disco.

### Gestionali
Programmi gestionali erano Gestione Magazzino, Agenda 64, Condominio, Home Inventory, Vocabulary.

### Desktop Publishing
Con programmi di pubblicazione come The Newsroom e Page Maker col Commodore 64 potevano essere editati piccoli giornali aziendali e fogli d'informazione.

### Grafica
Il programma di grafica più noto fu KoalaPainter per la sua interfaccia utente: la tavoletta grafica KoalaPad. KoalaPainter è un programma di disegno che utilizza due schermate: la prima mostra un menu e la seconda mostra il disegno sul quale si sta lavorando.
Altri programmi di grafica furono Doodle!, Paint Brush (su cartuccia), Print Master, Saracen Paint.
La versione C64 di The Print Shop della Broderbund permette di disegnare cartelli, loghi, banner, bigliettini da visita, biglietti di auguri, calendari e simili, e inviarli alla stampante.
Un piccolo CAD è CAD-3D.
Un programma dedicato agli istogrammi fu Figaro.
Un programma dedicato ai fuochi d'artificio fu The Complete Computer Fireworks Celebration Kit.

### Musica e sintesi vocale
Esistevano molti strumenti per l'editing sonoro. La Commodore creò dei programmi (software), tra cui Music Machine, e una tastiera virtuale da mettere sopra il computer (overlay). Uno dei primi sintetizzatori musicali su computer fu Synthesound.
Music Shop della Broderbund e Music Construction Set permettevano di comporre musica scrivendo note su un rigo musicale mostrato sul video. Per avere musica MIDI servivano cartucce d'espansione. La cartuccia Prophet64 fornisce applicazioni grafiche per sequenziare la musica, sintetizzatori del timpano e del ritmo, MIDI DIN sync.
SAM (acronimo di "Software Automatic Mouth") era un software che permetteva al computer di sintetizzare parole con la pronuncia in lingua inglese. Per avere una corretta pronuncia delle parole in lingua italiana sono uscite in Italia tre versioni del software La Voce edito da Systems Editoriale.
Altri programmi erano Master Composer, Drums (una completa batteria virtuale), Rock Monitor e Kawasaki Rhythm Rocker.
Un notevole programma che simulava il suono di una tromba con il joystik era Dancing Feats della Softsync.
Dato che il SID del Commodore 64 era solo a tre voci, venne realizzata una Sound Buggy che aggiungeva altre 9 voci, portando a 12 le voci possibili da suonare.

### Didattica
In Italia vennero pubblicati corsi di informatica per il linguaggio BASIC ("Video Basic" delle Edizioni Jackson e "Conoscere il Computer direttamente dal computer" delle edizioni Beatrice d'Este) e un corso di musica per imparare a suonare ("7 Note Bit", uscito in edicola in formato cassetta per le Edizioni Jackson).
Sono stati pubblicati vari programmi di astronomia, il più completo dei quali è stato Sky Travel pubblicato della Commodore nel 1984 e successivamente aggiornato e riedito da Microillusion nel 1988.
Per imparare a scrivere c'era il programma di dattilografia Touch Typing Tutor della Taylormade.
Aerobics della Spinnaker era un tutor di ginnastica aerobica.

### Comunicazione
Programmi per la comunicazione erano Superterm, Vip Terminal che permettevano di scambiare file con altri computer, attraverso due schede di compatibilità. Una scheda modem per trasmettere dati a distanza attraverso il telefono.

### Controllo remoto
Con VIC REL, relay cartridge della Handic, si possono controllare fino a sei accessori elettrici, come accendere le luci di casa ad una data ora, accendere la macchina del caffè, accendere dei caloriferi elettrici ad una data ora della notte, controllare l'accensione e lo spegnimento della pompa dell'acqua per irrorare il giardino, accendere e spegnere le luci dell'acquario e qualsiasi altro controllo elettrico remoto.

## Videogiochi
Per la quantità e la qualità dei videogiochi, il Commodore 64 divenne molto conosciuto come computer da intrattenimento.
Probabilmente l'aspetto più evidente nella storia dei giochi del C64 è il numero di titoli scritti per questo computer. In totale (secondo il progetto Gamebase 64) esistono più di 18 000 titoli per il Commodore 64, probabilmente il più grande catalogo per un modello di computer esistente, che superava di gran lunga quelli per lo ZX Spectrum.
In Europa i giochi venivano venduti su floppy disk o cassetta, mentre in America si utilizzava normalmente il floppy disk. I giochi su cassetta erano di solito meno costosi rispetto alla versione su disco; comunque, a causa dei limiti della cassetta (scarsa velocità e mancanza dell'accesso casuale), molti giochi di grandi dimensioni (come i giochi di ruolo) uscirono solo nella versione per dischetto. In ogni caso furono le cassette il formato più diffuso in Europa a causa del maggior costo dei driver a disco, in Italia poi godettero maggiormente della grande diffusione nelle edicole. Meno numerosi furono i giochi su cartuccia; questo formato, veloce ma costoso, venne utilizzato soprattutto nei primi anni di esistenza del C64, per poi diventare raro, con una breve ripresa in occasione del lancio della console Commodore 64 Games System.
Nel 1989 ci fu anche un piccolo e insolito tentativo di lanciare i CD audio come supporto per giochi; uscirono pochissime raccolte su CD, iniziando con 1st CD Edition.
Secondo una selezione fatta dalla rivista Retro Gamer, dichiaratamente approssimativa data la difficoltà di scelta, i dieci più grandi giochi per Commodore 64 sono The Sentinel, International Karate +, Bubble Bobble, Mayhem in Monsterland, Turrican, Impossible Mission, Paradroid, Wizball, Project Firestart, Zak McKracken and the Alien Mindbenders. In una selezione successiva vennero nominati anche Uridium, Armalyte, Thrust, Bruce Lee, Kikstart 2, The Last Ninja, Elite, Turrican II, Last Ninja 2, Maniac Mansion, Delta, Myth, The Way of the Exploding Fist, Leader Board, California Games, Barbarian: The Ultimate  Warrior, Boulder Dash, Stunt Car Racer.
Il gioco più venduto per Commodore 64 è stato Bubble Bobble, conversione del celebre arcade della Taito, con 9 milioni di copie.

## La pirateria
Il mercato del software per il C64 ebbe problemi per via della pirateria informatica. Questo fu dovuto a vari fattori. Lo sviluppo di gruppi warez atti a rimuovere le varie protezioni dalla copia fu probabilmente uno dei fattori principali.
Negli USA e nel Regno Unito molte BBS fornivano software commerciali craccati. Ci fu un grande numero di gruppi warez tra i quali FairLight, che continuò ad esistere a più di dieci anni di distanza dalla fine della commercializzazione del C64. Alcuni membri di questi gruppi si orientarono al phreaking e alle frodi di carte di credito o carte telefoniche.
Poiché all'epoca non molti utenti possedevano un modem, molti utenti di gruppi warez mantenevano contatti per il mondo. Questi contatti di solito inviavano per posta floppy piratati in massa. Esistevano anche sneakernet nelle scuole e nelle aziende di tutto il mondo, dove amici e colleghi si scambiavano (e di solito in seguito copiavano) le proprie raccolte di software. Prima che Internet si diffondesse, questo era l'unico modo per molti utenti di accumulare ricche librerie di software pirata. Specialmente in Europa, gruppi di persone organizzavano "raduni" esplicitamente per copiare il software.
Erano in vendita molti popolari strumenti per la gestione del dischetto ma in realtà venivano usati contro le protezioni dalla copia. La prima fu Clone, Disector, SuperClone poi Fast Hack'em, l'esempio più celebre e diffuso. I nastri potevano essere copiati semplicemente con una presa a due vie, una che mandava il segnale al Commodore 64 e un'altra che mandava il segnale ad un secondo registratore, predisposto per la registrazione. Oppure si duplicava con software apposito che registrava in un primo tempo il programma sul Commodore 64 e lo trascriveva su un nastro nuovo in un secondo tempo. Alcuni nastri avevano una doppia protezione e bisognava passarli una volta su registratore e una volta con programma o con la presa duplice. Spesso era sufficiente duplicare la cassetta con un normale registratore musicale a due sportelli. Sulla falsariga di questo sistema furono diffusi programmi via radio. Esistevano anche cartucce come la Action Replay che congelavano il programma in memoria e lo salvavano su cassetta o disco. I giochi craccati potevano spesso essere copiati direttamente senza bisogno di alcuno strumento. Il registratore a nastro Commodore Datassette di fabbricazione giapponese conteneva all'interno una doppia presa, che poteva mandare il segnale ad un altro registratore ma questa opzione non fu mai attivata.

### Le edizioni economiche da edicola italiane
Fino agli anni '90, in Italia erano attivi alcuni gruppi editoriali (i principali erano SIPE, Pubblirome/Edigamma e Logica2000) che pubblicavano su supporti magnetici, soprattutto nastro ma anche disco, videogiochi per Commodore 64 modificati nel loro nome originario e nelle schermate introduttive in tutti quegli aspetti che potessero ricondurlo all'originale. I testi venivano tutti tradotti in lingua italiana e le riviste allegate contenevano alcune sommarie istruzioni su ciascun gioco. Queste edizioni erano destinate alla diffusione nelle edicole e il loro costo era basso, sulla media delle 10.000 lire (circa 5 euro), scese poi a 3.500 (1,75 euro) quando il C64 stava esaurendo il suo ciclo di vita. Erano diffusi soprattutto i nastri, solitamente con 5, 8 o 10 giochi equamente ripartiti tra i due lati, e alcuni casi si poteva arrivare a cassette contenenti fino a 30 giochi (come nel caso delle Hit Parade delle edizioni SIPE).
Questo fenomeno, che al giorno d'oggi apparirebbe sconcertante, era a quel tempo dovuto ad un fattore da non sottovalutare: la legge italiana sul diritto d'autore, risalente al 1941, nonostante alcune modifiche, non tutelava ancora pienamente le opere di ingegno riguardanti il software. Gli editori, grazie a questa zona grigia legislativa poco definita, potevano aggirare le conseguenze legali legate al copyright semplicemente modificando il nome del gioco e alcune parti di esso, e traducendo la lingua. L'economicità del formato cassetta, l'uso dell'italiano e il canale ramificato delle edicole rendeva questi prodotti più facilmente disponibili ai consumatori rispetto al software originale che in molti casi era reperibile solo nei negozi specializzati o via importazione, e ad un prezzo decisamente più alto. Ad ogni modo, sono esistiti anche diversi casi in cui questi stessi negozi offrivano anch'essi copie di software che in realtà erano dei falsi.
Il fenomeno dei giochi pirata modificati, dato che si è appoggiato al canale editoriale e alle edicole come forma di distribuzione, è stato così radicale in Italia che forse supera quello operato dei cracking group.
Nonostante questo massiccio fenomeno nella realtà italiana, sono esistiti anche gruppi editoriali e distributori che si dedicarono al supporto e della diffusione di software originale. Tra questi possiamo ricordare la Lago, che distribuì vari giochi della Beyond Software corredati con manuale in italiano (Enigma Force, Quake Minus One), la Jackson che includeva titoli originali su disco o cassetta sulle sue numerose riviste (come Supercommodore 64 & 128 e Videogiochi 64), e la System Editoriale che offrì, sulle proprie testate, l'occasione a diversi autori italiani di pubblicare i propri giochi.

## Il retrocomputing
Il materiale registrato sul nastro magnetico delle cassette e dei primi floppy disk da 5¼ pollici si degradava ad una velocità allarmante. Per conservare il software occorre effettuare copie informatiche su supporti che possano garantire una aspettativa di vita più lunga. Inoltre sono stati realizzati dei dispositivi che permettono il passaggio del software dal supporto originale (disco, nastro o cartuccia) su file che possono girare, tramite appositi emulatori, anche su computer di nuova generazione.
Nell'ambito informatico del Commodore 64, al fine di preservare il software prodotto per questo computer, sono stati avviati vari progetti facenti capo a vari gruppi di appassionati. Alcuni dei siti più importanti per la preservazione dei videogiochi sono C64.com e l'organizzazione GameBase 64 (GB64) (il database disponibile online contiene informazioni su oltre 18.800 titoli, spesso con la possibilità del download). Altri siti si prefiggono la conservazione dei videogiochi nel loro formato originale su disco o nastro, della documentazione originale come manuali, contenitori dei giochi, articoli di riviste e altro materiale ancora.
Ci sono vari strumenti per trasferire dati dai dischi floppy del 1541 su PC.
- The Star Commander è uno strumento che gira su DOS
- cbm4linux gira sotto Linux
- cbm4win è la versione per Windows che utilizza un semplice cavo X-cable.
- 64HDD permette al C64 di caricare dischi D64 direttamente dal PC utilizzando il cavo X-cable.

Ci sono anche molti emulatori che permettono di eseguire programmi per il C64 su hardware moderno. I più famosi sono VICE, CCS64, e Power64.